# Зыбино (Харьковская область)
Зыбино (укр. Зибине) — село в Волчанском районе Харьковской области Украины. Административный центр Волчанско-Хуторского сельсовета.

## Географическое положение
Село Зыбино находится на правом берегу реки Волчья, есть мост. Река делает изгиб и окружает село с трёх сторон, на противоположном берегу находится село Покаляное, ниже по течению на расстоянии в 1 км — село Волчанские Хутора.

## Население
Население по данным всеукраинской переписи 2001 года составляло 115 человек (53 мужчины и 62 женщины).

## История
Основано в 1600 году.

## Экономика
- В селе есть молочно-товарная ферма.
- «Рассвет», фабрика, ЗАО.

## Объекты социальной сферы
- Школа.